# Oresquis
Oresquis (en llatí orescii, en grec antic Ὀρρήσκιοι "orreskioi") van ser un poble de Macedònia o de Tràcia conegut només per les seves monedes.
Podrien ser el poble que els escriptors clàssics mencionen amb el nom d'orestes (orestae) però el més probable és que fossin una de les tribus tràcies que treballaven les mines de Pangeos (Pangaeum), una circumstància que explicaria la gran quantitat de monedes de plata trobades amb el nom d'aquest poble que no menciona cap autor antic. Les seves monedes s'assemblen a les dels bisaltes (bisaltae) i els edons (edoni) de la mateixa regió.